# 2014-es Billboard Japan Music Awards
A 2014-es Billboard Japan Music Awards zenei díjátadó, melynek nyerteseit 2015. január 16-án jelentették be.

## Jelöltek
A nyertesek félkövérrel szedve.

### Slágerlistás kategóriák
Hot 100 of the Year
- Arasi – Guts!

Top Album of the Year
- Anna to juki no dzsoó Original Soundtrack (Deluxe Edition)

Hot 100 Airplay of the Year
- Pharrell Williams – Happy

Hot 100 Singles Sales of the Year
- AKB48 – Labrador Retriever

Adult Contemporary of the Year
- Pharrell Williams – Happy

Digital and Airplay Overseas of the Year
- Pharrell Williams – Happy

Hot Animation of the Year
- Macu Takako – Let It Go (ai no mama de)

Classical Albums of the Year
- Szeikadzsosi kótó gakkó szuiszógaku-bu – Nekkecu! Brabant sódzso

Jazz Albums of the Year
- Uehara Hiromi the Trio Project – Alive

Independent of the Year
- μ’s – Takaramonozu

Overseas Soundtrack Albums of the Year
- Anna to juki no dzsoó Original Soundtrack (Deluxe Edition)

### Művész kategóriák
Artist of the Year
Nyertes: Nisino Kana
| 1. Nisino Kana — Darling 2. Hata Motohiro — Himavari no jakuszoku 3. Macu Takako — Let It Go (ai no mama de) 4. Tóhósinki — Time Works Wonders 5. Tóhósinki — Sweat 6. AKB48 — Koiszuru Fortune Cookie 7. Nisino Kana — Szuki 8. Szandaime J Soul Brothers from Exile Tribe — Ryusei 9. Nisino Kana — We Don’t Stop 10. Arasi — Daremo siranai 11. Sekani no Owari — RPG 12. Ajaka — Nidzsiiro 13. AAA — Szajonara no mae ni 14. Sekai no Owari — Dragon Night 15. News — One (for the Win) 16. Kanda Szajaka, Macu Takako — Umarete hadzsimete 17. Arasi — Gutsǃ 18. Kisidan — Kenka dzsótó 19. Bump of Chicken — Ray 20. May J. — Let It Go (ai no mama de) 21. Mush & Co. — Asita mo 22. Szandaime J Soul Brothers from Exile Tribe — Cosmos 23. Arasi — Bitterseet 24. Mr. Children — Asioto (Be Strong) 25. AKB48 — Kokoro no Placard 26. Hey! Say! JUMP — Weekender 27. Kandzsani Eight — Omoidama 28. Johhny’s West — Ee dzsanai ka 29. Kandzsani Eight — King of otokoǃ 30. KinKi Kids — Kagi no nai hako 31. Spyair — Imagination 32. Kandzsani Eight — Ittadzsanaika 33. One Ok Rock — Mighty Long Fall 34. Nogizaka46 — Nandome no aozora ka? 35. Exile Tribe — The Revolution 36. Sekai no Owari — Honó to mori no Carnival 37. Kis-My̠-Ft2 — Hikari no Signal 38. Geszu no kivami otome — Rjókitekina Kiss vo vatasi ni site 39. Taylor Swift — We Are Never Ever Getting Back Together 40. Kis-My̠-Ft2 — Another Future 41. Rihwa — Harukaze 42. Exile — New Horizon 43. Flower — Sirajuki-hime 44. Amuro Namie — Brighter Day 45. AKB48 — Labrador Retriever 46. King Cream Soda — Geragerapó no uta 47. KAT-TUN — In Fact 48. SMAP — Sareocu 49. Juzu — Ame nocsi Hallelujah 50. Maimacuri-gumi — Tana kara botamocsi | 1. Sexy Zone — King & Queen & Joker 2. AKB48 — Mae sika mukanee 3. Hirai Ken feat. Amuro Namie — Grotesque 4. Spicy Chocolate feat. Han-kun & Tee — Zutto 5. SMAP — Top of te World 6. miwa — Faith 7. Idina Menzel — Let It Go 8. Funky Kató — My Voice 9. miwa — Kimi ni deaetakara 10. Juzu — Hikare 11. Momoiro Clover Z — Naite mo iin da jo 12. Juju — Last Scene 13. Taylor Swift — Shake It Off 14. Kobukuro — Ima, szakihokoru hanatacsi jo 15. Ieiri Leo — Chocolate 16. Johnny’s West — Dzsipangu ókini daiszakusen 17. Sheena Ringo — Nippon 18. Perfume — Cling Cling 19. Hey! Say! JUMP — AinoArika 20. One Direction — Story of My Life 21. Southern All Stars — Tokió Victory 22. Ariana Grande feat. Iggy Azalea — Problem 23. Amuro Namie — Tsuki 24. Hey! Say! JUMP — Ride with Me 25. Nogizaka46 — Kizuitara kataomoi 26. SMAP — Yes We Are 27. Ariana Grande feat. Zedd — Break Free 28. Sekai no Owari — Snow Magic Fantasy 29. AKB48 — Szuzukake no ki no micsi de „Kimi no hohoemi o jume ni miru” to itte simattara bokutacsi no kankei va dó kavatte simau no ka, bokunari ni nannicsi ka kangaeta ue de no jaja kihazukasii kecuron no jó na mono 30. Ikimono-gakari — Love Song va tomaranai jo 31. Kandzsani Eight — Hibiki 32. Kandzsani Eight — Kokoro szora mojó 33. Usagi — Imagine 34. SKE48 — Bukijó taijó 35. Pharrell Williams — Happy 36. Eight Ranger — ER2 37. Perfume — Sweet Refrain 38. Avicii — Wake Me Up 39. Nogizaka46 — Nacu no Free & Easy 40. Aiko — Kimi no tonari 41. SKE48 — Mirai to va? 42. Nogizaka46 — Barrette 43. Ariana Grande — Baby I 44. Magicǃ — Rude 45. Juju — Hot Stuff 46. Ukasuka-G — Sóri no emi vo kimi to 47. Kecumeisi — Californie 48. Kyary Pamyu Pamyu — Jume no hadzsima Ring Ring 49. Maroon 5 — Maps 50. Lorde — Royals |